# Anomobryum ochii
Anomobryum ochii är en bladmossart som beskrevs av T. Koponen och J.C. Norris 1984. Anomobryum ochii ingår i släktet Anomobryum och familjen Bryaceae. Inga underarter finns listade i Catalogue of Life.